# Base Arcade
La base Arcade es una base de datos gestionada por el Ministerio de Cultura francés para permitir la trazabilidad del arte.

## Présentation
La base de datos Arcade permite la trazabilidad de las obras de arte adquiridas, encargadas o gestionadas por el Estado francés entre 1800 y 1969.
Es consultable vía Internet.
Los documentos enumerados están disponibles en los Archivos Nacionales de Francia (en francés:Archives nationales ).